# Fort Belvoir
Pour les articles homonymes, voir Belvoir (homonymie).
 (août 2019).
Si vous disposez d'ouvrages ou d'articles de référence ou si vous connaissez des sites web de qualité traitant du thème abordé ici, merci de compléter l'article en donnant les références utiles à sa vérifiabilité et en les liant à la section « Notes et références ».

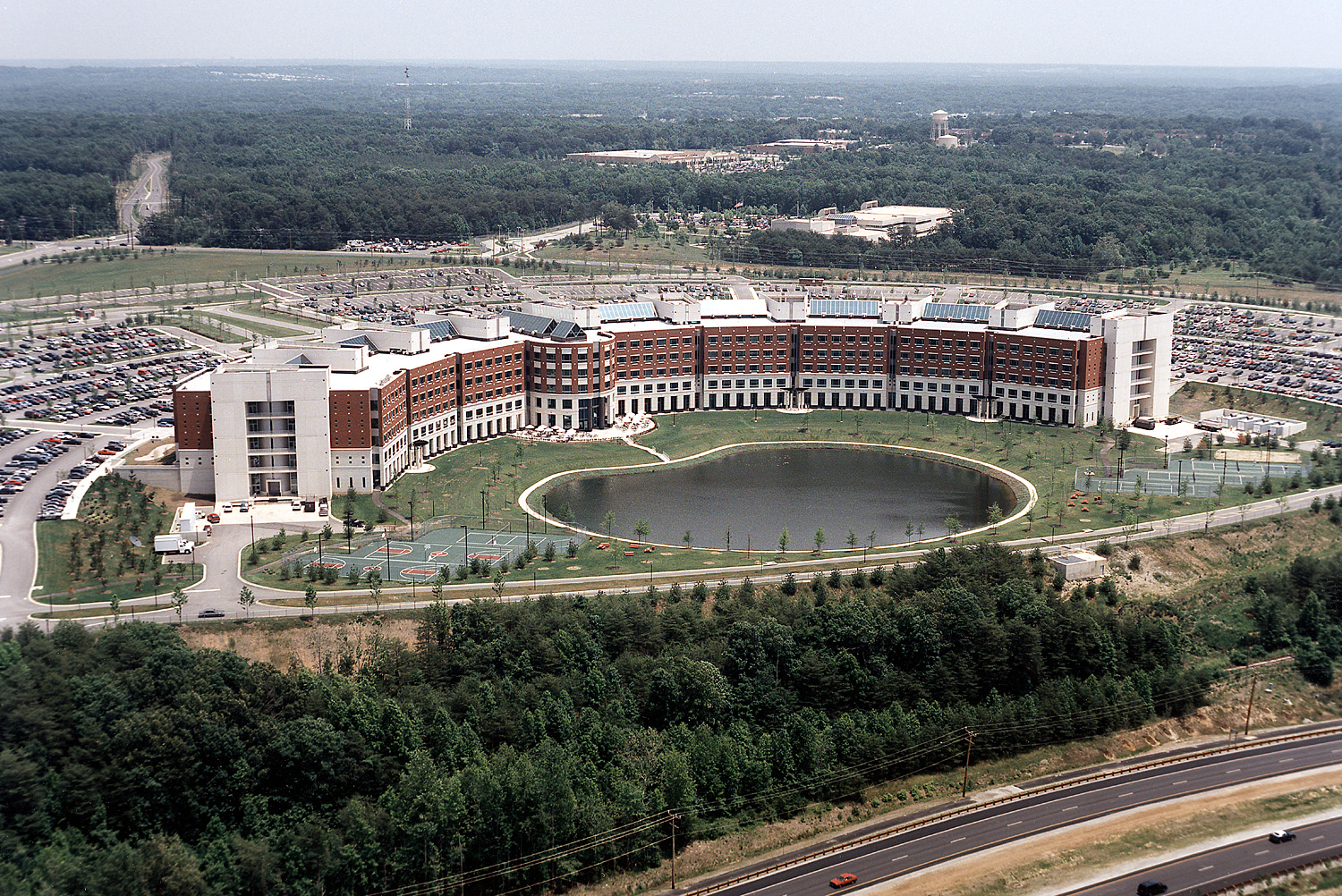
Siège de la Defense Logistics Agency à Fort Belvoir.

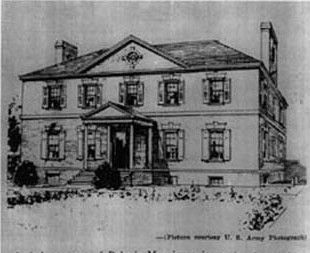
Croquis de Belvoir Manor avant sa destruction.

Fort Belvoir est une Census-designated place et une installation de l'armée des États-Unis, située dans le comté de Fairfax en Virginie.

## Historique
Initialement, c'était une plantation aménagée par le colon britannique William Fairfax dès 1738. Le manoir a été détruit par un incendie en 1783.
La base a été fondée durant la première guerre mondiale sous le nom Camp A. A. Humphreys. Elle est utilisée depuis 1917. La population est de 7 100 habitants en 2010.